# Dzwin
Dzwin (ukr. Дзвін) – ukraińskie czasopismo literacko-naukowe, wydawane we Lwowie od 1940 roku jako «Literatura i mystectwo» (Література і мистецтво). W latach 1951–1991 ukazywało się jako «Żowteń» (Жовтень), od 1991 jako «Dzwin».